# روني أرندت
روني أرندت (بالألمانية: Ronny Arendt)‏ هو لاعب هوكي الجليد ألماني، ولد في 24 نوفمبر 1980 في باد موسكاو في ألمانيا.

## وصلات خارجية
- روني أرندت على موقع EliteProspects.com (الإنجليزية)
- روني أرندت على موقع Eurohockey.com (الإنجليزية)
- روني أرندت على موقع HockeyDB.com (الإنجليزية)